# Fort Zeelandia (Suriname)

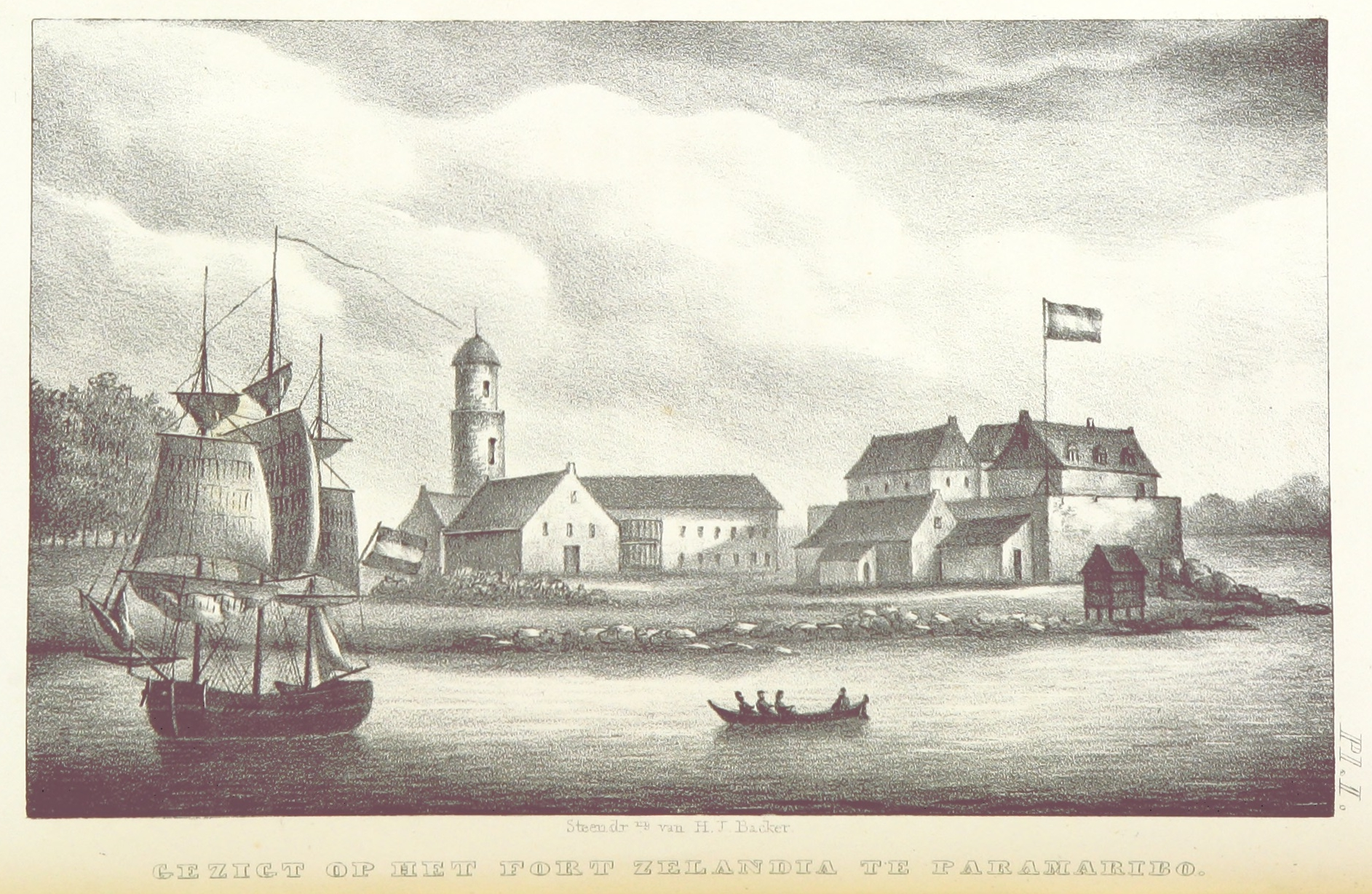
"Gezigt op het fort Zelandia te Paramaribo" (1842)

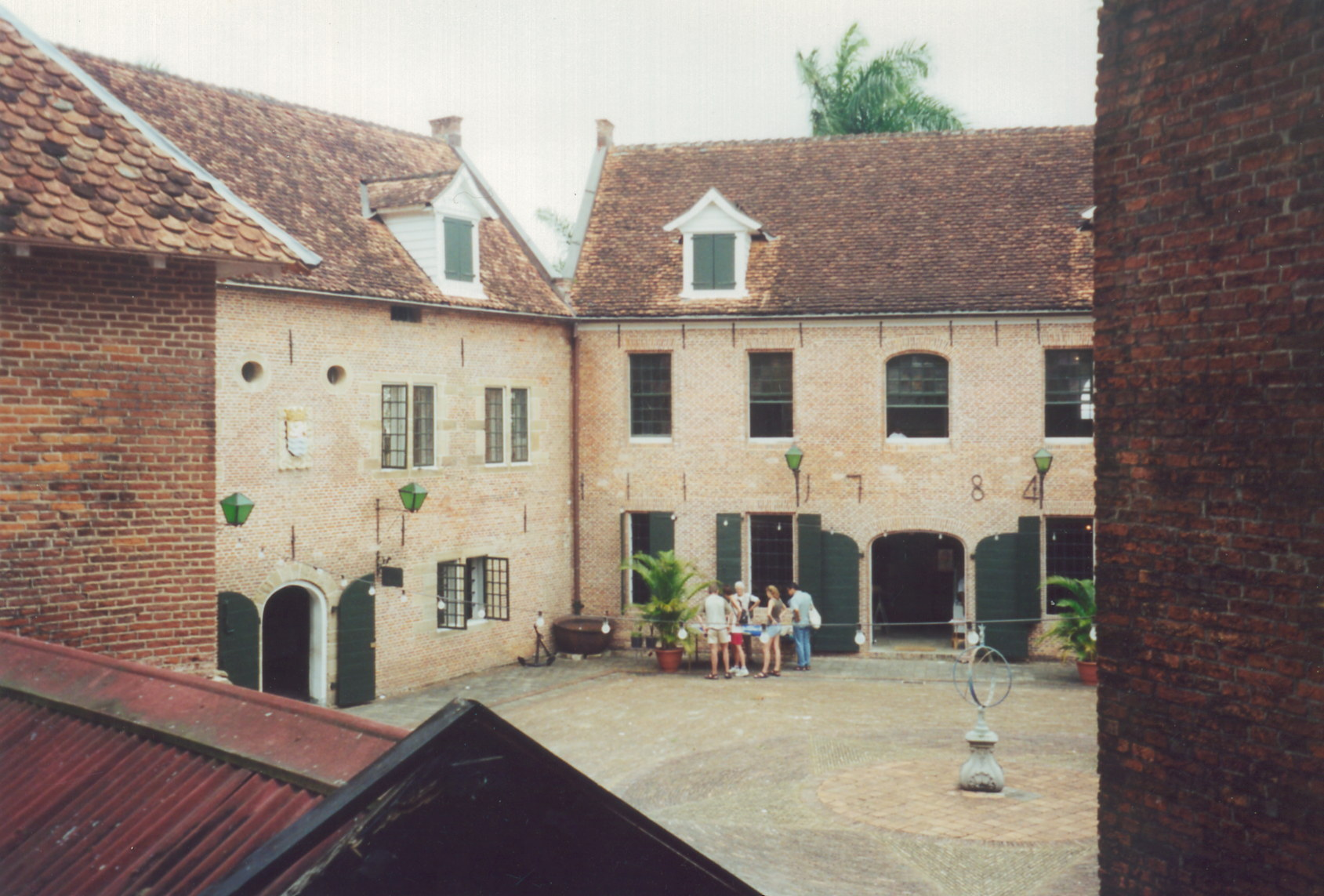
Binnenzijde van het fort

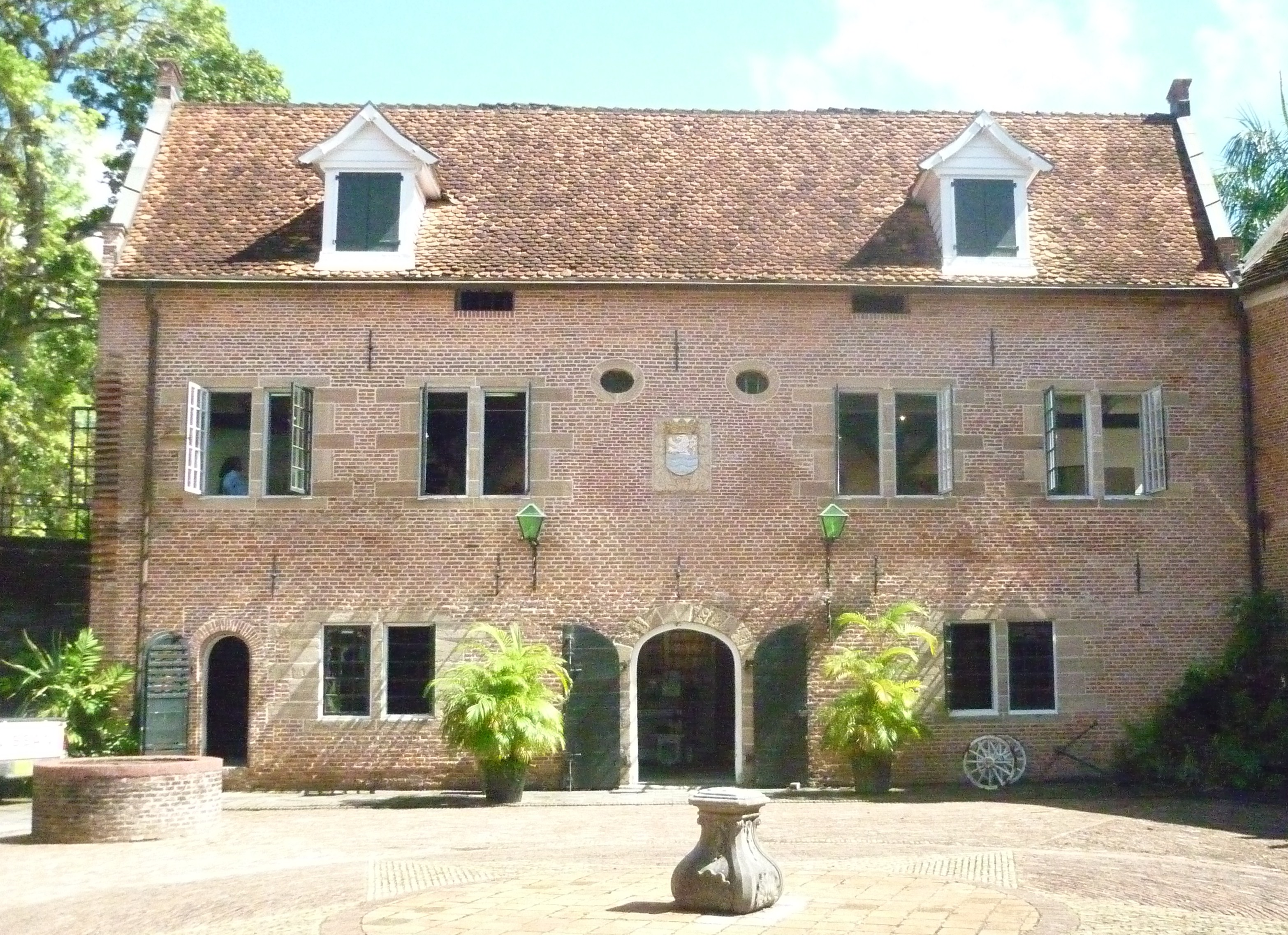
Voormalig kruithuis, later apotheek

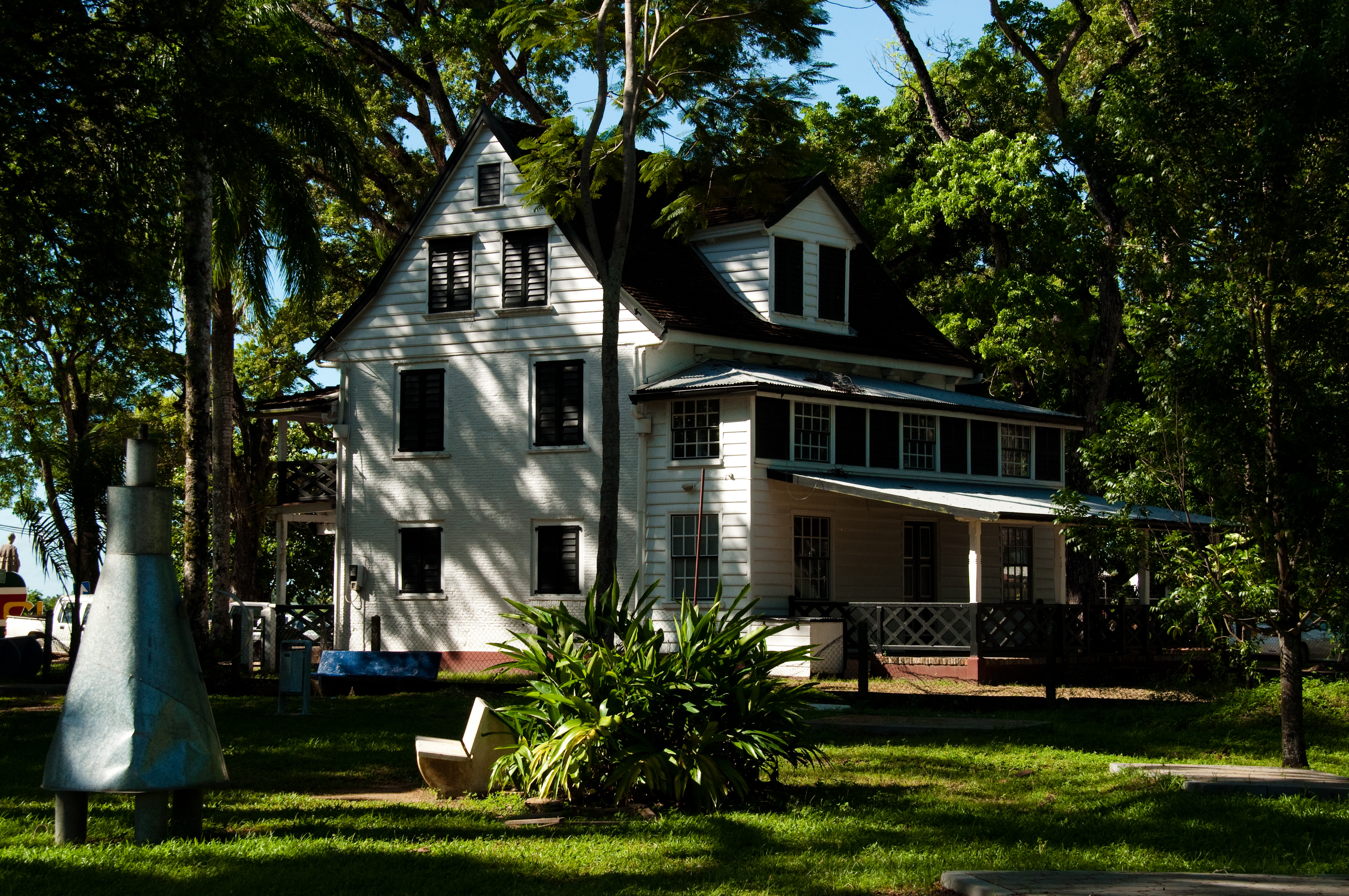
Officierswoningen bij Fort Zeelandia

Fort Zeelandia is een voormalig Nederlands fort aan de Abraham Crijnssenweg in Paramaribo, de hoofdstad van Suriname, aan de linkeroever van de Surinamerivier. Sinds 1995 is hier weer het Surinaams Museum ondergebracht.

## Ontstaan
Het vijfhoekige fort ontstond in het begin van de 17e eeuw, toen Nederlandse kolonisten een handelsvestiging stichtten nabij het inheemse dorp Parmurbo, het latere Paramaribo. Om de nederzetting te verdedigen werd een versterking aangelegd.
De Engelsen veroverden het fort in 1651 en noemden het Fort Willoughby, naar Francis Willoughby. In maart 1667 veroverden de Zeeuwen onder Abraham Crijnssen het fort en de nederzetting. Het fort werd door hen Fort Zeelandia genoemd; op een van de kruithuizen is nog het Zeeuwse wapen te zien. De nederzetting kreeg de naam Nieuw Middelburg. Op 13 oktober 1667 werd het weer even heroverd door de Engelsen maar kwam terug in handen van de Nederlanders door uitvoering van het Verdrag van Breda dat al op 31 juli was gesloten.
Fort Zeelandia, gelegen aan de Surinamerivier, werd uitgebreid met vijf bastions. Drie daarvan, bastion Middelburgh, bastion Veere en bastion Zierikzee, bestaan nog, de twee die aan de landkant waren gebouwd, werden weggehaald toen Fort Nieuw-Amsterdam werd gebouwd.
Nadat de Fransen in 1712 een succesvolle aanval hadden uitgevoerd op een deel van de plantages rond Fort Zeelandia werd op de rechteroever van de rivier een nieuw fort gebouwd: Fort Nieuw-Amsterdam. Fort Zeelandia werd een kazerne en later een gevangenis.

## Tweede Wereldoorlog
In Suriname woonden veel Duitsers, veelal zendelingen en onderwijzers van de hernhutters en Duitse joden. Na de meidagen van 1940 was ook Suriname (als Nederlandse kolonie) in oorlog met Duitsland. Gouverneur Johannes Kielstra liet ongeveer 50 mannelijke Duitsers boven de 15 jaar in Fort Zeelandia opsluiten. Een week later werden ze naar Huize Melati, een verbouwd rooms-katholiek missie-internaat aan de Copieweg in Para, overgebracht, ruim 15 kilometer buiten de stad, langs de toenmalige spoorlijn naar Zanderij. 

### Executies
In oktober 1942 kreeg gevangene Lo Hartog van Banda wegens werkweigering eenzame opsluiting in een houten barak aan de rand van het kamp. Hier stelde hij vast dat eenzame opsluiting de beste kansen bood voor ontsnapping. 
Hij plande vervolgens samen met medegevangenen L.K.A. Raedt van Oldenbarneveldt, L.A.J. van Poelje, Stulemeyer en Kraak een ontsnappingspoging die moest beginnen met werkweigering en de daaropvolgende eenzame opsluiting. Begin november kregen de vijf gevangenen de opdracht om de toiletten van de bewakers met de blote handen te reinigen. Nadat zij dit weigerden werden zij opgesloten in de houten cellenbarak. Vervolgens werd besloten om in de nacht van 4 op 5 november te ontsnappen. Hartog van Banda werd echter op 4 november vanwege zijn verjaardag vrijgelaten uit zijn cel. De andere vier ontsnapten zonder hem, nadat ze een stuk plank uit de achterste cel hadden gezaagd. Ze wilden naar Frans-Guyana, maar verdwaalden en werden gepakt. Na te zijn mishandeld werden ze overgebracht naar Paramaribo, waar ze door kolonel Jan Meyer werden verhoord. Alle vier werden ter dood veroordeeld. Twee van hen, Raedt van Oldenbarneveldt en Van Poelje, werden daadwerkelijk doodgeschoten. Vervolgens ketste een geweer en kwam de directeur van Fort Zeelandia tussenbeide. 
Van de beide geëxecuteerde mannen werd later officieel beweerd dat ze op de vlucht zouden zijn neergeschoten. Na de oorlog bleek dat ze van achteren waren beschoten terwijl ze geboeid waren. Kolonel Meyer werd echter niet vervolgd.
Hendrik Jan van der Molen, kapitein van de marechaussee en later Amsterdams hoofdcommissaris, kreeg de opdracht om dit incident te onderzoeken.
Stulemeyer, een van de deelnemers aan de vluchtpoging, bracht later het verhaal in de wereld dat de vluchters hadden geweigerd om in de jungle oude joodse graven te openen van de Darke yesharim om te zoeken naar kostbaarheden.

## Na de oorlog
In 1967 werd het fort gerestaureerd, waarna het Surinaams Museum hier werd gehuisvest. Dit was in de tijd dat Johannes Michels voorzitter van dit museum was. Op 24 november 1975, de dag voor de onafhankelijkheid van Suriname, werd het standbeeld van koningin Wilhelmina van het Onafhankelijkheidsplein naar het fort verplaatst. Op de plek waar het beeld had gestaan, werd een vlaggenmast geplaatst waaraan de volgende dag de nieuwe Surinaamse vlag werd gehesen.

## Decembermoorden

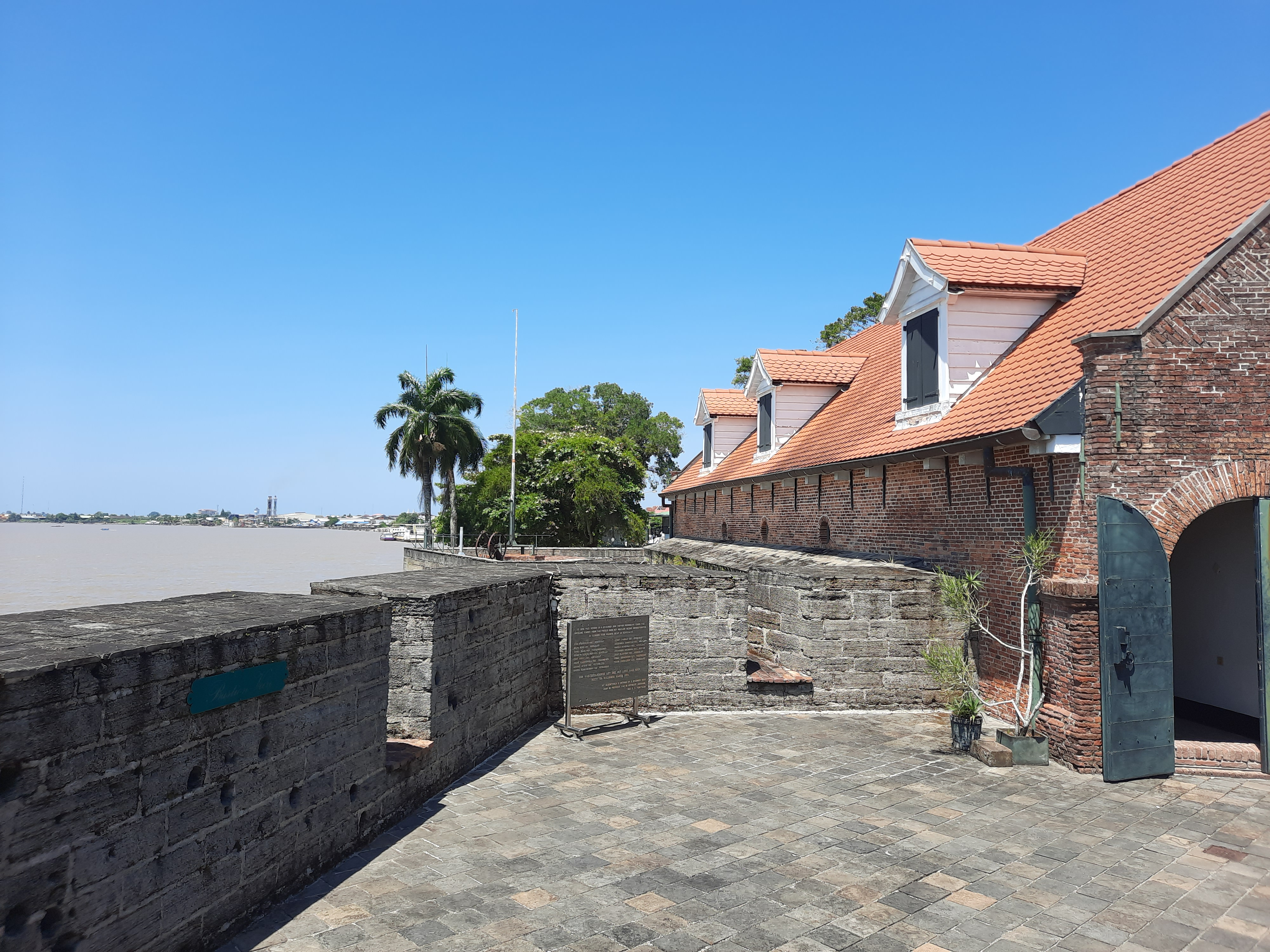
Gaten in de muur van het Bastion Veere zijn de getuigenissen van de Decembermoorden van 1982

In april 1982 namen toenmalig dictator van Suriname, Desi Bouterse, en zijn militairen hun intrek in het fort. Het werd het hoofdkwartier van de toenmalige militaire machthebbers en het werd gebruikt om tegenstanders van het regime op te sluiten, onder wie Soerinder Rambocus en diens ondergeschikte Jiwansingh Sheombar na het mislukken van hun tegencoup op 11 maart 1982. Rond 8 december van dat jaar werden vijftien politieke tegenstanders van Desi Bouterse in het fort gemarteld en vervolgens, op de ringmuur, aan de kant van de Surinamerivier, gefusilleerd. Een gebeurtenis die bekendstaat als de Decembermoorden en die het fort veel bekendheid gaf. In de Surinaamse gemeenschap is het tegenwoordig haast onmogelijk om over Fort Zeelandia te praten zonder het ook over de Decembermoorden te hebben. In 2009 werd ter herinnering het nationaal monument Bastion Veere onthuld.

## Galerij
Buiten het fort werden officiershuizen gebouwd. Enkele worden nu als kantoor gebruikt.

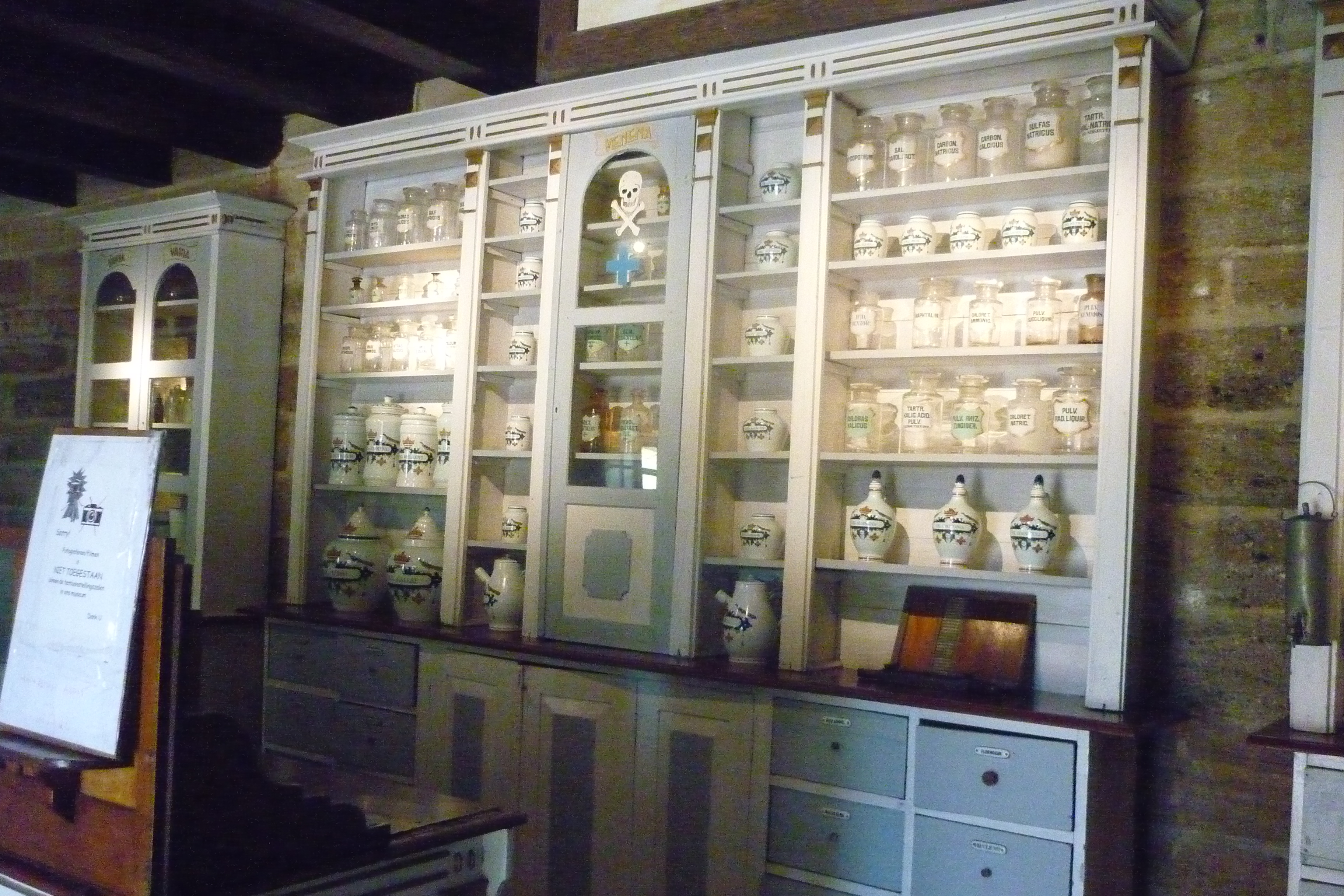
Apotheek in voormalig kruithuis
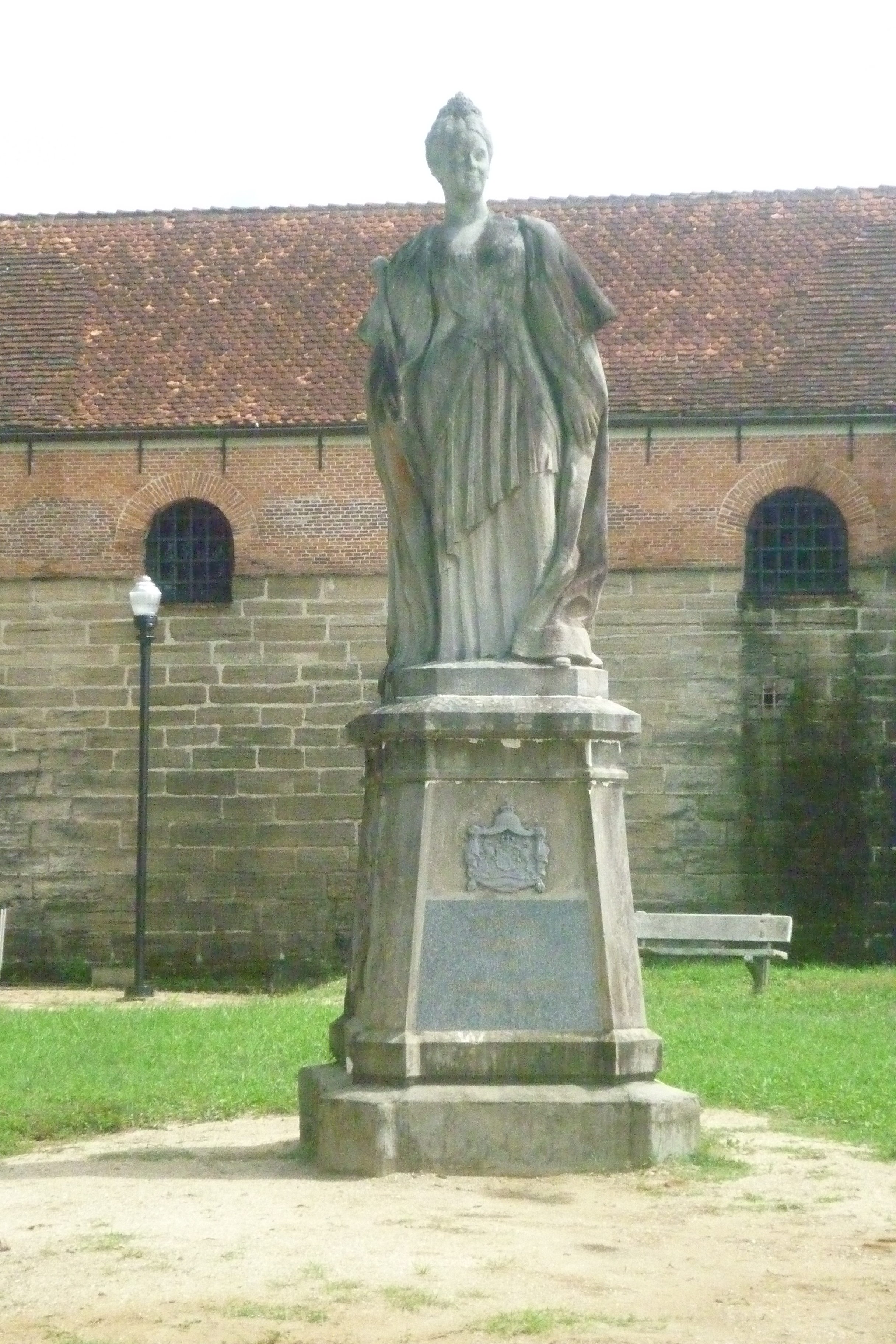
Standbeeld van koningin Wilhelmina
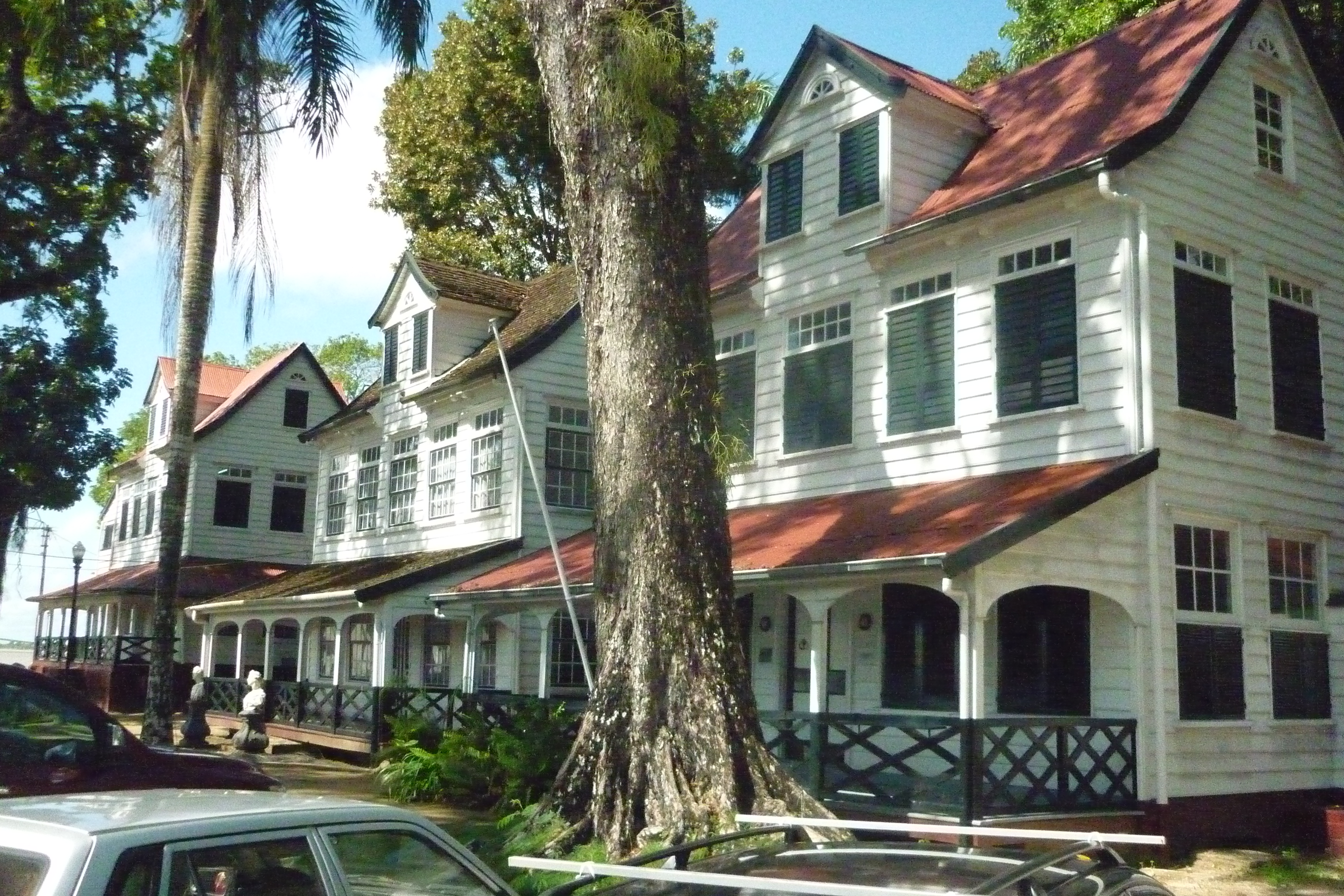
Officiershuizen
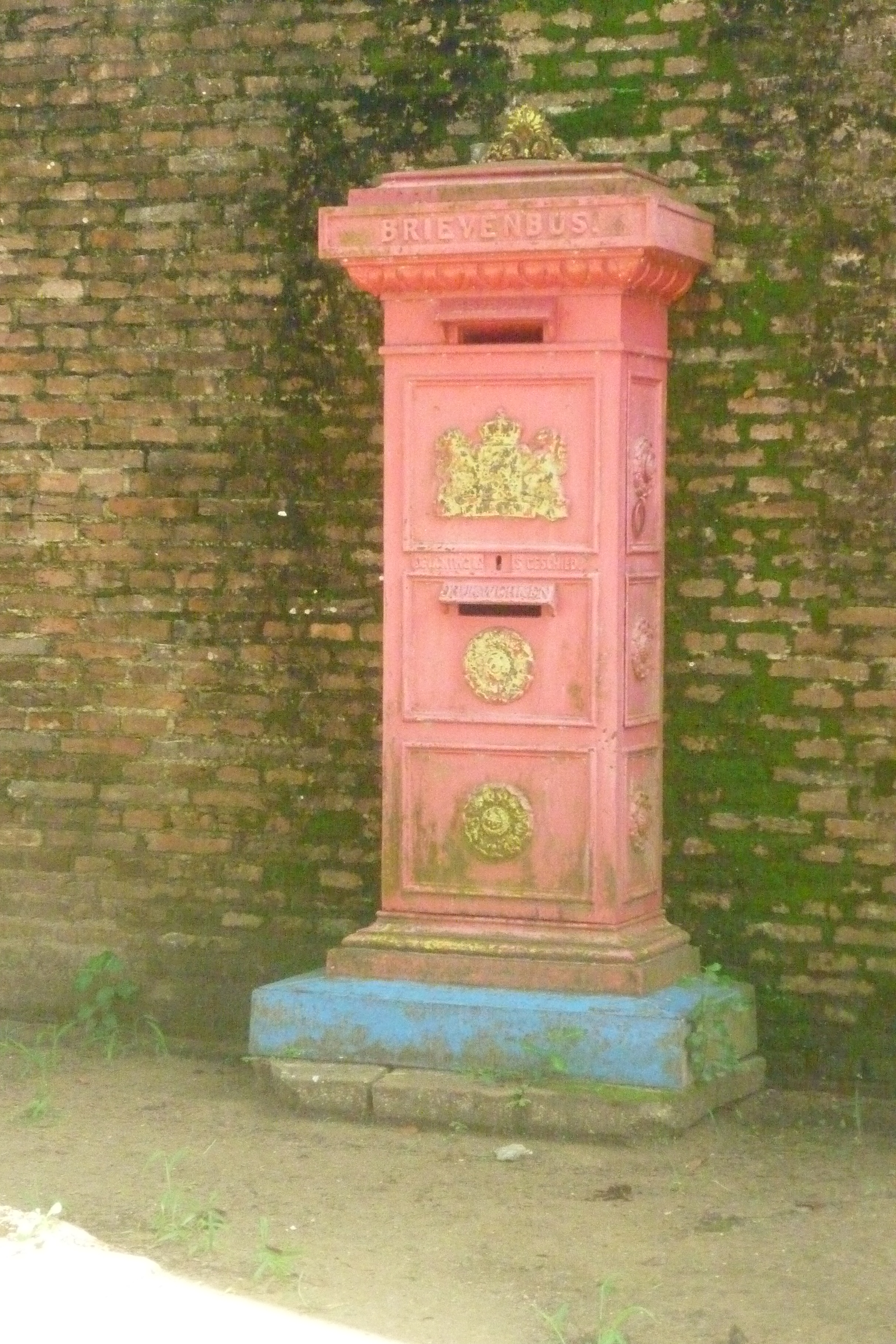
Nederlandse brievenbus
- Korte video over Fort Zeelandia in het Canon van Zeeland

## Trivia
- De Nederlandse brievenbus die rechts van de toegangspoort tegen de buitenmuur van het fort staat, heeft vroeger gestaan op het Nassauplein in Den Haag aan de kant van de Laan Copes van Cattenburch.

## Bezienswaardigheden in de buurt van het Fort
- Wachthuis (Fort Zeelandia)
- Gebouw 1790
- Nationaal monument Bastion Veere (2009)
- Buste van Eddy Snijders (2003)
- Srefidensimonument (2011)
- TRIS-monument (2013)